# 11263 Pesonen
11263 Pesonen eller 1979 OA är en asteroid i huvudbältet som upptäcktes den 23 juli 1979 av den amerikanske astronomen Edward L.G. Bowell vid Anderson Mesa Station. Den är uppkallad efter Lauri Pesonen.
Asteroiden har en diameter på ungefär 10 kilometer.